# Angolo Terme
Angolo Terme là một đô thị trong tỉnh tỉnh Brescia thuộc vùng Lombardia, Ý. Đô thị này có diện tích 30 kilômét vuông, dân số 2508 người. Các đô thị giáp ranh gồm: Azzone, Borno, Castione della Presolana, Colere, Darfo Boario Terme, Piancogno, Rogno